# Silveira Martins
Silveira Martins este un oraș în Rio Grande do Sul (RS), Brazilia.